# International Students’ Day
Der International Students’ Day (Weltstudententag, Internationaler Studententag) ist der 17. November.
Er wurde 1941 von einem in London tagenden „International Students’ Council“ ausgerufen und erinnert an die Studentenproteste in Prag gegen die deutsche Besetzung der Tschechoslowakei im Jahre 1939. Die Demonstrationen wurden im Rahmen der Sonderaktion Prag blutig niedergeschlagen: Am 17. November 1939 wurden neun Aktivisten – darunter František Skorkovský – ohne Gerichtsverhandlung hingerichtet, über 1 200 Studierende wurden in Konzentrationslager gebracht. Es handelte sich um die Reaktion des NS-Regimes auf die Trauerkundgebungen für Jan Opletal, der am 28. Oktober 1939 anlässlich der Manifestationen zum Tschechoslowakischen Unabhängigkeitstag einen Bauchschuss erlitten hatte und am 11. November an den Folgen dieser Verletzung verstorben war.
In Tschechien ist der Tag als „Tag des Kampfes für Freiheit und Demokratie und Internationaler Studententag“ (Den boje za svobodu a demokracii a Mezinárodní den studentstva) ein staatlicher Feiertag.